# Колесов, Василий Петрович
Василий Петрович Колесов (18 августа 1939, Дальняя Кубасова, Челябинская область — 20 февраля 2024) — российский экономист, декан экономического факультета Московского государственного университета им. М. В. Ломоносова с 1987 по 2012 годы. С 2012 г. — Президент экономического факультета МГУ. Доктор экономических наук (1979), профессор (1989). Заслуженный профессор МГУ (2002). Заведующий кафедрой экономики зарубежных стран и внешнеэкономических связей с 1986 по 2017 годы, с 2017 г. — научный руководитель кафедры экономики зарубежных стран и внешнеэкономических связей

## Биография
Василий Петрович Колесов родился 18 августа 1939 года в селе Дальняя Кубасова Дальнекубасовского сельсовета Каргапольского района Челябинской области, ныне село входит в Шатровский муниципальный округ Курганской области.
После школы поступил в <какой?> финансово-экономический техникум, после окончания которого в 1956 году работал в Красноярском краевом финансовом отделе и одновременно учился в институте на заочном отделении. Через два с половиной года был призван в Советскую Армию. Когда он ехал с Дальнего Востока из школы младших авиационных специалистов в Белоруссию через Москву, увидел университет и решил там учиться.
В 1961 году поступил на экономический факультет Московского государственного университета имени М. В. Ломоносова. После окончания университета в 1966 году, поступил в аспирантуру. После защиты в 1969 году кандидатской диссертации был оставлен на преподавательскую работу, которую совмещал с административными функциями. В 1979 году защитил докторскую диссертацию.
В 1980 году получил назначение на должность сотрудника Отдела политики и планирования образования Сектора образования Секретариата ЮНЕСКО, где проработал 7 лет.
В 1987 году после возвращения из ЮНЕСКО был избран деканом экономического факультета МГУ, который возглавлял до 2013 год. Заведующий кафедрой экономики зарубежных стран и внешнеэкономических связей МГУ с 1986 по 2017 год; с 2017 года — научный руководитель кафедры экономики зарубежных стран и внешнеэкономических связей.
С 2012 года — президент экономического факультета МГУ.
С апреля 2014 года был директором Фонда управления целевым капиталом Московского государственного университета имени М. В. Ломоносова «Фонд развития МГУ» (ИНН 7729440330).
Василий Петрович Колесов умер 20 февраля 2024 года . Прощание было 26 февраля 2024 года в храме святых равноапостольных Кирилла и Мефодия при МГУ.

## Научные и профессиональные интересы
Область научных интересов: международная экономика; государство и экономика; политика и экономика образования, экономика знаний, инновации.
Колесов — один из ведущих ученых и профессоров экономического факультета МГУ. Ведет активную научно-педагогическую и образовательную деятельность, опубликовал более 200 научных работ, значительная часть которых посвящена вопросам модернизации высшего, в частности, экономического образования. Изучал опыт организации экономического образования в университетах Франции и Канады. Под его руководством были защищены 37 докторских и кандидатских диссертаций.
За годы руководства факультетом много времени и сил отдавал модернизации университетского экономического образования. Под его руководством факультет одним из первых в стране перешёл на более прогрессивную двухступенчатую систему подготовки профессионалов и кардинально обновил содержание образования, которое сегодня не уступает западноевропейским стандартам. Факультет перешёл так же на систему зачетных единиц, позволяющую сравнивать трудоемкость изучения отдельных предметов и зачитывать их при включенном обучении российских студентов за границей, а зарубежных — у нас. Под его руководством факультет осуществил ряд международных проектов, активно участвовал в разработке и экспертизе документов для органов исполнительной и законодательной власти. По его инициативе и при активном участии в 2000—2012 годах спроектировано и построено новое здание для экономического факультета. Многие выпускники факультета получили известность в политических и деловых кругах.

### Основные труды и публикации
- «Международная экономика» (соавт., 2012),
- «Глобализация мирового хозяйства и национальные интересы России» (соавт., 2002),
- «Экономика знаний» (соавт., 2008),
- «Национальные инновационные системы» (соавт., 2011),
- «Инновационные факторы развития высшего образования» (соавт., 2012),
- «Глобальное экономическое развитие: тенденции, асимметрии, регулирование» (соавт., 2013),
- «Проблемы модернизации образования России. Инновационные аспекты развития образования» (соавт., 2014),
- «Глобализация мирового хозяйства» (соавт., 2014);

учебники:
- «Мировая экономика. Экономика зарубежных стран» (соавт., 2000),
- «Международная экономика» (соавт., 2004),

учебные пособия:
- «Экономика зарубежных стран. Капиталистические и развивающиеся страны» (1990),
- «Человеческое развитие. Новое измерение социально-экономического прогресса» (соавт., 2000),
- «Мировая экономика. Экономика стран и регионов» (соавт., 2015)

об экономическом факультете МГУ:
- «Энциклопедия Московского университета. Экономический факультет» (ред., 2004)
- «Экономический факультет. 70 лет» (соавт., 2011).

Участие в исследовательских проектах:
- Экономика знаний, 2007—2008 гг. Руководитель проекта;
- Человеческое развитие. Проект ПРООН, 2007—2011 гг. Руководитель, автор глав и статей;
- Образование на рубеже веков. Проект ЮНЕСКО, 1980—1984 гг. Координатор.

## Награды
- Медаль ордена «За заслуги перед Отечеством» II степени, 5 мая 2005 года[5]
- Почётное звание «Заслуженный работник высшей школы Российской Федерации», 14 сентября 1999 года[6]
- Благодарность Президента Российской Федерации, дважды: 21 ноября 1999 года[7] и 12 августа 2019 года[8]
- Нагрудный знак «Почётный работник высшего профессионального образования Российской Федерации», 1998 год
- Почётное звание «Заслуженный профессор Московского университета», 2001 год
- Трудовые достижения и успехи неоднократно отмечались почётными грамотами и благодарностями.

## Семья
- Дед Василий Егорович Колесов[9], Георгиевский кавалер, ефрейтор. За ратную службу и подвиги во время Первой мировой войны был награждён 1 сентября 1915 года Георгиевским крестом IV степени (солдатский). 5 мая 1916 года был ранен в стопу. После чего был демобилизован и вернулся на родину. Василий Егорович был расстрелян белогвардейцами в августе 1919 года. На родине Василию Егоровичу поставлен памятник, за которым ухаживают односельчане[10].
  - Отец Колесов Петр Васильевич, участник Великой Отечественной войны, мать — Колесова Васса Ивановна.
    - Брат — Колесов Анатолий Петрович (1941—1980)
- Жена — Колесова Людмила Мироновна (1940—2022) — преподаватель химического факультета МГУ
- Дочь — Арсентьева Ольга Васильевна (род. 28.08.1964)